# 越塚御門古墳

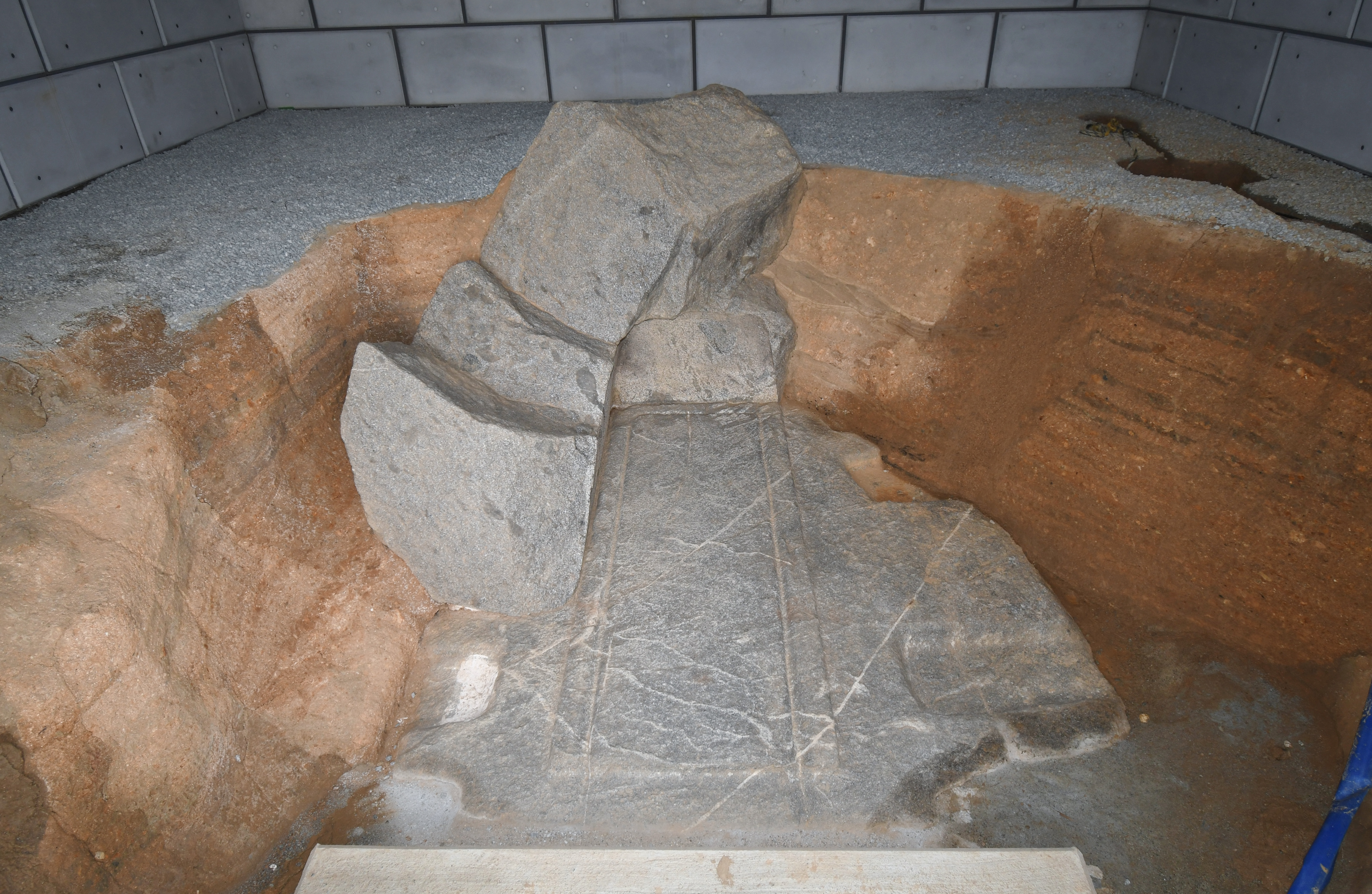
越塚御門古墳 石槨

越塚御門古墳（こしつかごもんこふん）は、奈良県高市郡明日香村大字越にある古墳。国の史跡に指定されている。
2010年12月9日にその発見が発表された。牽牛子塚古墳に隣接する古墳であり、『日本書紀』の記述から飛鳥時代の皇族である大田皇女の墓である可能性が高いと言われている。

## 発見の経緯

石槨俯瞰図

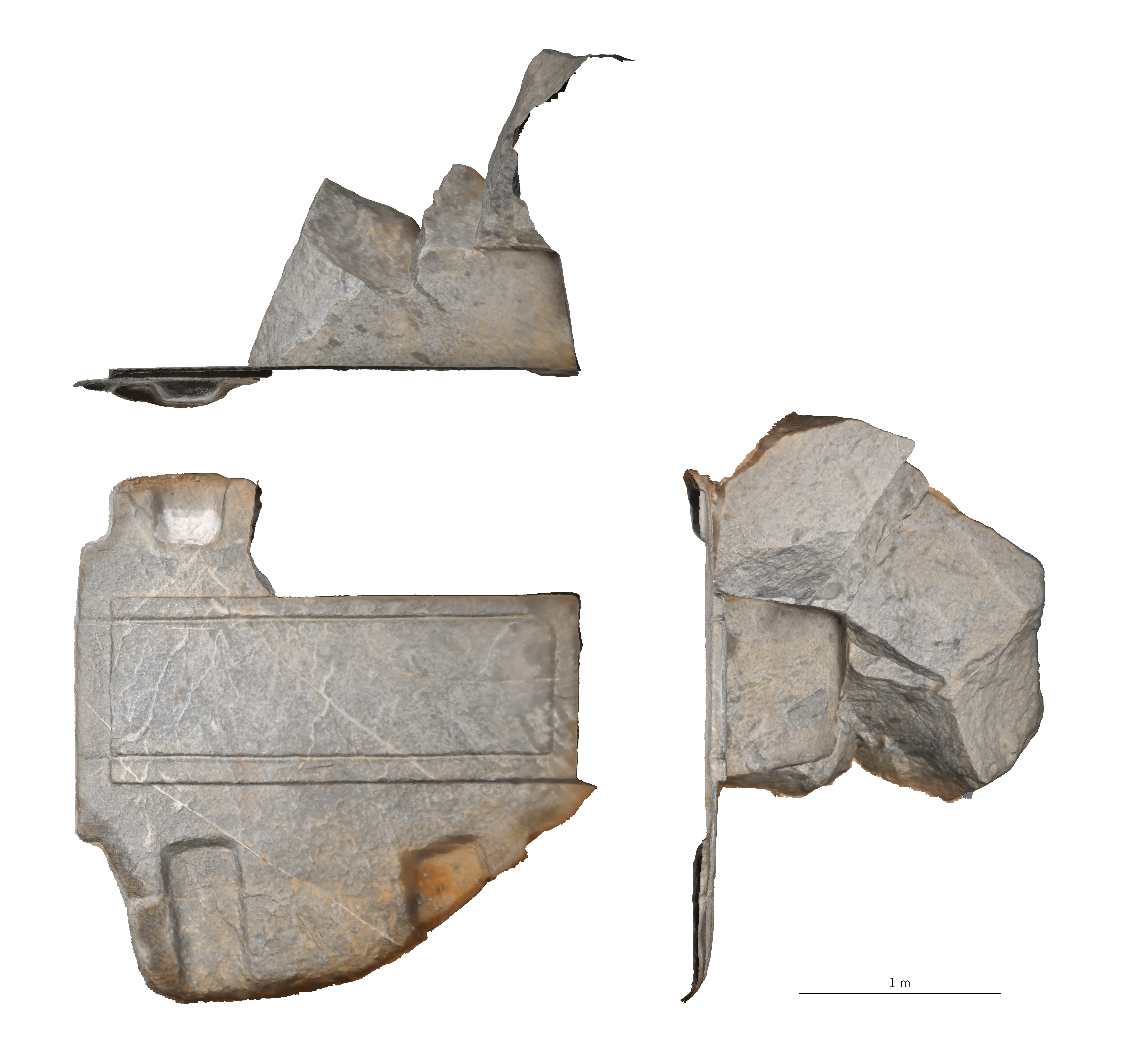
石槨展開図

2010年10月中旬、牽牛子塚古墳周辺の発掘現場を埋め戻す最中、明日香村教育委員会の技師である西光慎治は、古墳の南東約20メートルに埋まっていた1メートルほどの石に人為的に割れた痕跡があったため、気になってその周辺を発掘したことが発見に繋がった。

## 宮内庁の反応
宮内庁は越塚御門古墳の発見後も、車木ケンノウ古墳（宮内庁により斉明天皇の陵とされている）付近にある墳土を大田皇女の陵墓とする指定を変更する姿勢を見せていない。理由として、『日本書紀』の「中大兄皇子が石槨を造る労役を民に課さなかった」という記述と一致しないためとしている。

## 文化財

### 国の史跡
- 牽牛子塚古墳・越塚御門古墳 - 2014年（平成26年）3月18日に既指定の史跡「牽牛子塚古墳」に越塚御門古墳を追加して、指定名称を「牽牛子塚古墳・越塚御門古墳」に変更[3]。